# Да Корт, Алекс
Алекс Да Корте (род. 1980) — американский художник-концептуалист, работающий различных жанрах: живописи, скульптуре, инсталляции и видео. В своей практике Да Корте часто использует сюрреалистические образы и повседневные предметы и исследует идеи потребления, поп-культуры, мифологии и литературы. Участвовал в международных выставках в Бодеге, Джо Маркони, в галерее Джоша Лилли, в Маккароне, в Музее современного искусства Хернинга, в Музее современного искусства Массачусетса и в Институте современного искусства. Работал над несколькими совместными проектами с другими художниками, писателями и музыкантами, включая Джейсона Муссона, Дев Хайнс, Сэма Маккинниса и Энни Кларк. 

## Биография
Да Корте родился в Камдене, штат Нью-Джерси, в 1980 году. Ранние годы провёл в Венесуэле. В 2001 году он изучал кино, анимацию и изобразительное искусство в Школе изобразительных искусств в Нью-Йорке, затем получил степень бакалавра искусств в области печати и изобразительных искусств в Университете искусств в Филадельфии в 2004 году. Окончил Йельский университет со степень магистра искусство (MFA) в 2010 году.

## Творчество
С 2013 года Алекс Да Корте проводит выставки из нью-йоркских коммерческих галереях, таких как Luxembourg & Dayan, в международных музеях, таких как Музей современного искусства Луизианы в Дании. В 2014 году провел персональную выставку в галерее White Cube в Лондоне под названием «Белый дождь».
В 2015 году критик Роберта Смит из New York Times в рецензии о персональной выставке Да Корта Die Hexe в галерее Luxembourg & Dayan (NYC) написала о предыдущей работе Да Корте: «Прошлогоднее шоу ослепляло на каждом шагу, переплетая юмор о невинности и упадке, массовом производстве и эксцентричности... » 
В 2016 году опус Да Корте стал предметом выставки под названием «Свободные розы в Массачусетском музее искусств и развлечений в Северном Адамсе, штат Массачусетс», которая до сих пор является крупнейшей в его карьере.
В 2013 году на арене хип-хопа Да Корте снял видео для трека "Hush BB" рэпера Le1f. Он также сделал обложку для второго студийного альбома хип-хоп группы Spank Rock 2013 «Everything Is Boring and Everyone Is a Fucking Liar».
В 2019 году Да Корте принял участие в основном проекте 58-й Венецианской биеннале «Живите в интересные времена» (куратор Ральф Ругофф), одну его инсталляцию можно было увидеть в Арсенале, а другую — в Джардиниen.

## Совместные проекты
На протяжении всей своей карьеры он сотрудничал с другими художниками, включая Борну Саммака, Шона Фицджеральда, Джейсона Муссона и Дев Хайнс . Совместная инсталляция Да Корте, Easternsports  (2014) , представляет собой два с половиной часа атмосферного видео на четырех каналах и разрозненную поэму-эссе из десятков тысяч слов, в виде субтитров. Работа была создана совместно Джейсоном Муссоном и озвучена Девом Хайнсом. После завершения Easternsports Да Корте и Хайнс работали вместе над видео для кампании GAP "Play Your Stripes". Последнее сотрудничество Алекса Да Корте открылось 3 сентября 2016 года в Музее современного искусства Хернинга в Хернинге, Дания. Выставка под названием «50 париков» демонстрирует оригинальные скульптуры Да Корте вместе с коллекцией предметов из личного имущества Энди Уорхола. Работая в тесном сотрудничестве с музеем Энди Уорхола, Да Корте «превращает личные вещи Уорхола в предметы искусства» .
В 2017 году Да Корте снял клип на песню St.Vincent «Нью-Йорк». В 2018 году было создано еще одно совместное видео где в 11-минутном клипе Да Корта показывает St.Vincent, держащую одноглазую кошку .

## Выставки
- C-A-T Spells Murder, Karma, New York, NY, 2018
- BAD LAND, Josh Lilley Gallery, London, U.K. 2018
- Slow Graffiti, Secession, Vienna, Austria, 2017
- 50 Wigs, Herning Museum of Contemporary Art, Herning, Denmark, 2017
- Free Roses, Mass MoCA, North Adams, MA, 2017
- A Man Full of Trouble, Maccarone Gallery, New York, NY, 2016
- A Season In He'll, Art + Practice, Los Angeles, CA, 2016
- Le Miroir Vivant, Museum Boijmans Van Beuningen, Rotterdam, Netherlands, 2015
- Devil Town, Gio Marconi, Milan, Italy, 2015
- Die Hexe, Luxembourg & Dayan, New York, NY, 2015
- Easternsports, with Jayson Musson, ICA, Philadelphia, PA, 2014
- A Night In Hell, Carl Koystál, Stockholm, Sweden, 2014
- Delirium I, David Risley Gallery, Copenhagen, Denmark, 2014
- White Rain, White Cube, London, U.K., 2014
- 1 O O O I S L A N D, Joe Sheftl Gallery, New York, NY, 2013
- Fun Sponge, ICA at MECA, Portland, ME, 2013
- BACON BREAST, ARTSPEAK, Vancouver, Canada, 2013
- CAR WHORE, Wake, Detroit, MI, 2013
- Dead Zone, Nudashank, Baltimore, MD, 2013
- Gentle Pain, Mallorca Landings, Mallorca, Spain, 2012
- Magic Stick, Still House, New York, NY, 2012
- Candy Rain, Joe Sheftel, New York, NY, 2012
- Night Chat, Galerie Olivier Robert, Paris, France, 2012
- The Island Beautiful/Mortal Mirror” Bodega/Extra Extra, Philadelphia, PA, 2011
- The Kind of Dog that Keeps You Waiting, Yale Gallery, New Haven, CT, 2010
- Activity #91, Golden Age, Chicago, IL, 2009
- Casual Luxury, La Montagne Gallery, Boston, MA, 2009
- I Think About You All The Time, Parisian Laundry, Montreal, Canada, 2007
- I Attach Myself to You, Stonefox Art Space, New York, NY, 2007
- Help Yourself to Roses, Space 1026, Philadelphia, PA, 2006
- Welcome Your Sorrows, Black Floor Gallery, Philadelphia, PA, 2005
- The Death of All Things Beautiful, The University of The Arts, Philadelphia, PA, 2005